# Consensus de Jackson Hole
Le consensus de Jackson Hole est un consensus économique selon lequel la politique monétaire des banques centrales ne doit pas être utilisée pour garantir la stabilité financière alors qu'une crise financière n'a pas encore eu lieu. En d'autres termes, les autorités monétaires ne doivent pas réagir aux évolutions du niveau des prix des actifs financiers, sauf dans le cas où ces évolutions indiquent une évolution des anticipations d'inflation.
Si ce consensus a prévalu durant les années 1990 et au début des années 2000, il a été interrogé et remis en question par la crise financière mondiale de 2007-2008.

## Concept
Le consensus de Jackson Hole est un consensus qui a émergé au cours des colloques de Jackson Hole. Ces colloques, qui réunissent les dirigeants des banques centrales du monde entier, sont l'occasion de débats doctrinaux au sujet des politiques monétaires et des comportements qui doivent être adoptés par les autorités monétaires. L'expression de « consensus de Jackson Hole » semble apparaître pour la première fois dans un article d'Issing, en 2008,.
Le consensus de Jackson Hole repose sur la position défendue par Ben Bernanke et Mark Gertler dans un article paru en 1999. Selon eux, la politique monétaire n'a pas vocation à s'intéresser à la stabilité financière, dans la mesure où la banque centrale ne saurait juger si l'évolution du prix des actifs est le fait d'une déviation de la valeur fondamentale des actifs. En revanche, la banque centrale doit répondre à une évolution du prix des actifs si cette évolution laisse présager une modification des anticipations d'inflation de la part des agents économiques, car le maintien de l'inflation à un niveau stable et faible fait partie du mandat des banques centrales. Par conséquent, concluent-ils, « la politique [monétaire] ne doit pas répondre aux changements dans le niveau du prix des actifs, sauf dans la mesure où ces changements signalent un changement dans les anticipations d'inflation ».
Cette opinion partagée été argumentée par l'incapacité des taux directeurs dont la banque centrale a la maîtrise pour lutter contre les bulles financières, notamment eu égard aux dangers qu'une intervention intempestive peut poser sur la stabilité financière (volatilité exacerbée, endettement non maîtrisé, etc.)

## Critiques et débats
Le consensus de Jackson Hole a été critiqué dès la crise financière de 2007-2008. Dans les faits, les banques centrales ont été contraintes à s'ingérer dans le fonctionnement des marchés afin d'assurer la stabilité financière, sans quoi les systèmes bancaires auraient pu s'effondrer.
Aujourd'hui, une version amendée du consensus est admise : la politique prudentielle (micro comme macroprudentielle) doit être séparée de la politique monétaire, et la stabilité des prix demeure une condition nécessaire à la stabilité financière. Témoignage de ce que le consensus a évolué, la BCE assure aujourd'hui le secrétariat du Comité européen des risques systémiques, signe des relations entre la politique monétaire et la politique de stabilité financière.
La nouvelle économie keynésienne a par conséquent fait évoluer ses modèles afin d'intégrer la dimension de la stabilité financière.